# Nissan Rogue Warrior Project
Nissan Rogue Warrior Project — внедорожник с гусеничным приводом. Создан компанией Nissan в 2017 году на основе автомобиля Nissan Rogue, известного в России как Nissan X-Trail. Основные отличия в его конструкции по сравнению с моделью Nissan Rogue заключаются в установке гусениц вместо колес, более мощной подвеске, раскраске корпуса и желтым стеклом фар. Также конструктивной особенностью данной модели является наличие специальной оптической системы с использованием светодиодов, размещенной вместе с багажником на крыше машины. Электрическая лебедка в передней части корпуса машины придает дополнительные возможности по повышению проходимости машины в условиях пустынь и заснеженных районов.   